# Cuộc thi khoa học kỹ thuật cấp quốc gia (Việt Nam)

Phông nền của Cuộc thi khoa học kỹ thuật cấp quốc gia

Cuộc thi khoa học kỹ thuật cấp quốc gia (hay còn gọi là ViSEF, tiếng Anh: Vietnam Science and Engineering Fair) là cuộc thi do Bộ Giáo dục và Đào tạo Việt Nam tổ chức mỗi năm một lần. Thí sinh là học sinh lớp 8, 9, 10, 11, 12 và mỗi dự án dự thi có tối thiểu 1 người hướng dẫn nghiên cứu. Những dự án đoạt giải Nhất theo từng lĩnh vực có thể được xét chọn đi dự thi quốc tế (Cuộc thi khoa học kỹ thuật quốc tế của Intel, Intel ISEF).
Cuộc thi được tổ chức nhằm khuyến khích học sinh trung học tham gia vào nghiên cứu khoa học và vận dụng kiến thức đã học trên trường để giải quyết những vấn đề thực tiễn, nhằm đáp ứng được yêu cầu cao của cuộc cách mạng công nghệ 4.0 và nâng cao trình độ, năng lực của giáo viên. Thí sinh đoạt giải có nhiều quyền lợi trong tuyển sinh đại học, cao đẳng.
Mặc dù mục đích của cuộc thi là khuyến khích học sinh và giáo viên tham gia nghiên cứu, tuy nhiên đã có nghi vấn về tính trung thực của cuộc thi do các đề tài đoạt giải của học sinh bị cho là "quá sức". Giáo sư và giáo viên nghi ngờ rằng cuộc thi không còn thực chất mà rơi vào căn bệnh hình thức và chạy đua thành tích. Ngoài ra, trên mạng xã hội tồn tại những hội nhóm công khai "mua bán đề tài" khoa học kỹ thuật để học sinh đi thi, hệ quả là làm bóp méo khoa học và gieo mầm suy nghĩ sai lệch về thực sự nghiên cứu khoa học là gì cho học sinh.

## Mục đích
Thứ trưởng Bộ Giáo dục và Đào tạo Nguyễn Hữu Độ, 
Cuộc thi nhằm khuyến khích học sinh trung học nghiên cứu khoa học; sáng tạo kĩ thuật, công nghệ và vận dụng kiến thức của các môn học vào giải quyết những vấn đề thực tiễn; góp phần đổi mới hình thức tổ chức dạy học gắn với phát triển văn hóa đọc;thúc đẩy giáo viên tự bồi dưỡng nâng cao năng lực chuyên môn, nghiệp vụ; nâng cao chất lượng dạy học trong các cơ sở giáo dục trung học; khuyến khích các cơ sở giáo dục đại học, cao đẳng, cơ sở nghiên cứu, các tổ chức và cá nhân hỗ trợ hoạt động nghiên cứu nghiên cứu khoa học của học sinh trung học. Từ đó cuộc thi hiện thực hóa phương châm của giáo dục hiện đại: học đi đôi với hành, lý thuyết gắn liền với thực tiễn, kết hợp giáo dục nhà trường, giáo dục gia đình và giáo dục xã hội.
Theo ông Nguyễn Hữu Độ, thứ trưởng Bộ Giáo dục và Đào tạo, hoạt động nghiên cứu khoa học kỹ thuật khuyến khích học sinh quan tâm đến các vấn đề của cuộc sống, liên hệ kiến thức hàn lâm ở trường phổ thông với thực tế thế giới tự nhiên và xã hội. Hoạt động này giúp học sinh rèn luyện kỹ năng vận dụng kiến thức tổng hợp đã học để giải quyết các vấn đề thực tiễn, xây dựng giáo dục STEM và tạo nền tảng cho các hoạt động khởi nghiệp trong tương lai.
Trong Hội nghị tổng kết 10 năm Cuộc thi khoa học và kỹ thuật cấp quốc gia dành cho học sinh trung học tổ chức ngày 5 tháng 8 năm 2022, cuộc thi được nhận định là đáp ứng được yêu cầu cao của cuộc cách mạng công nghệ 4.0, thúc đẩy chuyển đổi số trong ngành Giáo dục. Thông qua việc hướng dẫn nghiên cứu khoa học và tham gia các Cuộc thi Khoa học kỹ thuật, trình độ, năng lực của cán bộ quản lý, giáo viên cũng được nâng cao.

## Nội dung thi, hình thức thi
Nội dung thi là kết quả nghiên cứu của các dự án, đề tài, công trình nghiên cứu khoa học, kỹ thuật thuộc các lĩnh vực của Cuộc thi. Dự án có thể của 1 học sinh (gọi là dự án cá nhân) hoặc của 2 học sinh (gọi là dự án tập thể). Dự án dự thi được trưng bày tại khu vực trưng bày của Cuộc thi, tác giả hoặc nhóm tác giả trình bày dự án và trả lời phỏng vấn của ban giám khảo.
Thời gian nghiên cứu của dự án dự thi không quá 12 tháng liên tục và trong khoảng từ tháng 1 năm liền kề trước năm tổ chức Cuộc thi đến trước ngày khai mạc Cuộc thi 30 ngày. Những dự án dựa trên những nghiên cứu trước đây ở cùng lĩnh vực nghiên cứu có thể được tiếp tục dự thi, tuy nhiên phải chứng tỏ được những nghiên cứu tiếp theo là mới và khác với dự án trước. Những dự án nghiên cứu có liên quan đến các mầm bệnh, hóa chất độc hại hoặc các chất ảnh hưởng đến môi trường không được tham gia Cuộc thi.
Từ năm 2017, có 22 lĩnh vực được chấp thuận tham gia cuộc thi gồm: Khoa học động vật; Khoa học xã hội và hành vi; Hóa sinh; Y sinh và Khoa học sức khỏe; Kỹ thuật Y Sinh; Sinh học tế bào và phân tử; Hóa học; Sinh học máy tính và Tin sinh học; Khoa học Trái đất và Môi trường; Hệ thống nhúng; Năng lượng: Hóa học; Năng lượng: Vật lý; Kỹ thuật cơ khí; Kỹ thuật môi trường; Khoa học vật liệu; Toán học; Vi Sinh; Vật lý và Thiên văn; Khoa học Thực vật; Robot và máy thông minh; Phần mềm hệ thống; Y học.

## Đơn vị dự thi, thí sinh và người hướng dẫn nghiên cứu
Theo như Thông tư số 32/2017/TT-BGDĐT sửa đổi Thông tư số 38/2012/TT-BGDĐT, thí sinh tham gia cuộc thi là học sinh lớp 8, 9, 10, 11, 12 và mỗi dự án dự thi có tối thiểu 1 người hướng dẫn nghiên cứu. Giáo viên, giảng viên, cán bộ nghiên cứu, nhà khoa học tham gia hướng dẫn học sinh nghiên cứu khoa học chịu trách nhiệm về nội dung của dự án mình hướng dẫn. Người hướng dẫn được tính giờ nghiên cứu khoa học, giờ dạy và các quyền lợi khác theo các quy định hiện hành có liên quan sau khi hoàn thành việc hướng dẫn học sinh nghiên cứu khoa học.

## Chấm thi
Một dự án sẽ được chấm thành hai phần: Đánh giá thông qua hồ sơ dự án và Đánh giá thông qua gian trưng bày, trả lời phỏng vấn. Thí sinh trình bày, trả lời phỏng vấn bằng Tiếng Việt. Điểm của dự án dự thi là tổng điểm hai phần thi trên. Việc xếp giải lĩnh vực được tiến hành theo từng lĩnh vực dự thi trên cơ sở kết quả chấm dự án dự thi, không phân biệt dự án cá nhân hay dự án tập thể; được thực hiện theo nguyên tắc từ cao xuống thấp theo điểm của dự án dự thi ở từng lĩnh vực. Tỷ lệ xếp giải tính trên tổng số dự án dự thi trong từng lĩnh vực không quá: 5% giải Nhất; 10% giải Nhì; 15% giải Ba; 20% giải Tư.

## Đón nhận
Cuộc thi được tổ chức lần đầu vào năm 2013. Hằng năm có từ 200 - 300 dự án tham gia vòng sơ tuyển để lựa chọn tham gia vòng chung kết cuộc thi cấp tỉnh, trên cơ sở đó lựa chọn từ 2 - 6 dự án tham gia Cuộc thi cấp quốc gia theo quy định từng năm của Bộ GD-ĐT. Qua báo cáo của các địa phương về số lượng dự án, số lượng học sinh cấp THCS, THPT tham gia ở cuộc thi cấp địa phương tăng dần trong 10 năm qua (từ 2013 đến 2022).

## Quyền lợi của thí sinh
Thí sinh trong đội tuyển quốc gia dự Cuộc thi khoa học, kỹ thuật quốc tế (Intel ISEF) hoặc thí sinh đoạt giải nhất, nhì, ba trong Cuộc thi khoa học, kỹ thuật cấp quốc gia (ViSEF) sẽ được xét tuyển thẳng vào Đại học theo ngành phù hợp với môn thi hoặc nội dung đề tài dự thi của thí sinh.
Thí sinh đoạt giải khuyến khích trong Cuộc thi khoa học, kỹ thuật cấp quốc gia, đã tốt nghiệp Trung học phổ thông được xét tuyển thẳng vào Cao đẳng sư phạm, Trung cấp sư phạm theo ngành phù hợp với môn thi hoặc nội dung đề tài dự thi mà thí sinh đã đoạt giải.

## Sai phạm và lùm xùm

### Vi phạm quy chế (2019)
Năm học 2018 – 2019, hơn 50 trong tổng số 242 đề tài dự thi Cuộc thi khoa học kĩ thuật cấp quốc gia học sinh trung học khu vực phía Bắc vi phạm quy chế vẫn được chấp nhận dự thi. Trên poster quảng bá đề tài này có sử dụng logo trường, cờ, các hình ảnh mang tính quảng bá bị cấm ở trên poster và ban tổ chức cũng không hề có động thái xử lý vi phạm. Ngoài ra có 2 nghiên cứu liên quan đến động vật, vi phạm nội dung Cuộc thi. Đặc biệt, trong các đề tài vi phạm quy chế có 2 đề tài được trao giải Nhất là:
1. Nghiên cứu chế tạo các hạt nano bạc nhằm ứng dụng phun tạo màng bảo quản trái cây (THPT Chuyên Hưng Yên)[11]
2. Dự án Nâng cao nhận thức cho học sinh THPT trong việc bảo vệ chủ quyền biên giới quốc gia tỉnh Lào Cai (Trường THPT số 1 TP Lào Cai)[12]

Bộ Giáo dục và Đào tạo thẩm định lại, kết quả không thay đổi.

### Đề tài dự thi quá sức với học sinh

#### Năm 2020 – 2021
GS. Phạm Tất Dong, Phó chủ tịch Hội Khuyến học Việt Nam, 
Trong Cuộc thi Khoa học kỹ thuật cấp quốc gia năm 2020 – 2021, trong số 141 dự án tham gia dự thi, Ban tổ chức đã trao 12 giải Nhất, 19 giải Nhì, 26 giải Ba và 34 giải Tư. Ngay sau khi tên 12 dự án được trao giải Nhất được công bố trên báo chí, dư luận và giới nghiên cứu khoa học tỏ ra ngạc nhiên vì hầu hết những dự án này đều quá sức so với trình độ học sinh trung học. Một số dự án đoạt giải gây nghi ngờ về tính trung thực của cuộc thi bao gồm:
1. Cảnh báo sớm các rủi ro trong môi trường nuôi tôm bằng trí tuệ nhân tạo (THPT Hòn Gai, tỉnh Quảng Ninh)
2. Thiết bị hỗ trợ phục hồi chức năng bàn tay cho bệnh nhân bị di chứng hậu đột quỵ (THPT chuyên Lê Hồng Phong, TP HCM)
3. Giường bệnh thông minh hỗ trợ cho người mất chức năng vận động tay chân sử dụng tại nhà (THPT Hoa Lư A, tỉnh Ninh Bình)
4. Nghiên cứu phân lập các hợp chất ức chế tăng sinh tế bào cơ trơn động mạch chủ và hoạt hóa eNOS trên tế bào ECV304 từ một số bài làm thuốc thuộc chi Polygonum L. định hướng phòng và điều trị xơ vỡ động mạch (THPT Ngô Quyền và THPT Nguyễn Trãi, Hải Phòng)
5. Cải tiến peptit polybia-mpl để ứng dụng trong điều trị ung thư (THPT chuyên Lam Sơn và THPT Hàm Rồng, Thanh Hóa)
6. Nghiên cứu điều khiển quá trình phân giải thuốc bọc trong Alginate chứa nano oxit sắt từ (THCS và THPT Nguyễn Tất Thành, Đại học Sư Phạm Hà Nội)

GS. Phạm Tất Dong, Phó chủ tịch Hội Khuyến học Việt Nam, 
Theo một số giáo viên, việc giảng dạy các môn sinh học, hóa học trong trường phổ thông còn nặng tính lý thuyết, việc nghiên cứu những vấn đề lớn như vậy rất khó xảy ra. Nhiều giáo sư và giáo viên nghi ngờ rằng cuộc thi không còn thực chất mà rơi vào căn bệnh hình thức và chạy đua thành tích. Họ lo ngại rằng nếu kết quả cuộc thi không thực chất có thể tạo ra sự thiếu công bằng đối với các thí sinh khác, tước đi cơ hội của những người xứng đáng. Ngoài ảnh hưởng đến giải thưởng và quyền lợi, những thành tích ảo, thiếu trung thực trong các cuộc thi năng khiếu này sẽ gây ảnh hưởng xấu tâm lý và sự phát triển nhân cách của học sinh.
Đáp lại đề nghị bỏ cuộc thi, ông Nguyễn Xuân Thành, vụ trưởng Vụ Giáo dục trung học, Bộ Giáo dục và Đào tạo Việt Nam khẳng định ý nghĩa của cuộc thi là rất lớn. Ông nhận định nghiên cứu khoa học là một bậc cao hơn của giáo dục STEM mà Bộ đang đặt ra trong lộ trình đổi mới chương trình giáo dục phổ thông. Cuộc thi đóng vai trò phát triển năng lực, phẩm chất cho học sinh, tạo động lực cho giáo viên thay đổi, học sinh thay đổi trong việc học đi đôi với hành.

#### Năm 2021 – 2022
Trong Cuộc thi Khoa học kỹ thuật cấp quốc gia năm 2021 – 2022, Một số dự án đoạt giải nhất bị cho là vượt quá tầm của học sinh phổ thông. Ngoài ra, những đề tài này còn bị nghi giống các luận văn thạc sĩ đã được bảo vệ trước đó. Sau đây là một số ví dụ:
1. Phân lập, đánh giá khả năng nhắm đích tế bào gốc ung thư dạ dày của phân đoạn chứa hợp chất saponin và bào chế sản phẩm từ cây lá khôi (Ardisia gigantifolia) (Trường THPT chuyên Thái Nguyên, đoạt giải nhất). Đề tài được cho là rất giống luận văn thạc sĩ sinh học ứng dụng Nghiên cứu tác động của dịch chiết lá khôi (Ardisia gigantifolia Stapf.) lên sự biểu hiện của các gene kiểm soát chu kỳ tế bào của tế bào gốc ung thư dạ dày của Nguyễn Thị Hải Hồng do TS Lê Thị Thanh Hương ở Đại học Thái Nguyên hướng dẫn năm 2019.
2. Tăng cường hoạt tính quang xúc tác xử lý ô nhiễm môi trường nước của g-C3N4 bằng hiệu ứng cộng hưởng plasmon bề mặt (THPT chuyên Hà Nội - Amsterdam, Hà Nội). Đề tài rất giống với luận văn thạc sĩ Tổng hợp và đánh giá hoạt tính quang của vật liệu xúc tác trên cơ sở g-C3N4 do Đoàn Duy Hùng thực hiện và bảo vệ tại Đại học Quốc gia Hà Nội năm 2018. Đặc biệt g-C3N4 không phải là chất có sẵn. Trong luận văn thạc sĩ, từ nguyên liệu ban đầu là melamin (C3H6N6), tác giả phải nung ở 500ºC trong 3 giờ dưới dòng N2 khô, thu được chất nền là graphitic carbon nitride g-C3N4. Các phương pháp cần sử dụng gồm machine learning, hóa học tính toán và các kỹ thuật phân tích hiện đại như XPS, EDX, AFM, TEM, SEM, XRD, FTIR, BET, PL, UV-Vis DRS, LC-MS, HPLC.[17]
3. Điều trị béo phì bằng cao chiết xanthone từ vỏ quả măng cụt (Garcinia mangostana L.) trên chuột nhắt trắng (Mus musculus) (Trường THPT chuyên Thái Nguyên, đoạt giải nhất)

Đáp lại những nghi ngờ trên, Hiệu trưởng Trường trung học phổ thông Chuyên Thái Nguyên cho rằng: "Trong điều lệ của cuộc thi Khoa học kĩ thuật của học sinh cấp trung học phổ thông này cho phép các thầy cô và các chuyên gia hỗ trợ, tư vấn hướng dẫn học sinh thực hiện. Nếu không có sự đồng hành hướng dẫn của các thầy cô như vậy thì chắc chắc học sinh không thể thực hiện nghiên cứu được, khó có thể giải quyết được những vấn đề kiến thức hàn lâm."

### "Mua bán" đề tài
Trên mạng xã hội tồn tại những hội nhóm mua bán công khai đề tài khoa học kỹ thuật để học sinh đi thi dưới cái tên chung hỗ trợ hay câu lạc bộ khoa học kỹ thuật. Mặc dù là cuộc thi dành cho học sinh nhưng những thành viên tham gia chủ yếu các hội nhóm trên là giáo viên ở các trường phổ thông, phụ huynh học sinh. Thậm chí có nhiều người rao bán các dự án đã đoạt giải.
Nguyên nhân của hiện tượng mua bán các công trình nghiên cứu khoa học cho học sinh mang đi thi được cho là nếu thí sinh đạt giải thì sẽ được tuyển thẳng vào đại học. Thay vì đầu tư cho con học thêm vất vả tốn kém từ năm này qua năm khác, một số phụ huynh bỏ tiền mua công trình nghiên cứu khoa học để con mang đi thi và đoạt giải sẽ được lợi hơn. Hệ quả của hiện tượng mua bán rầm rộ nằm ở chỗ nó làm bóp méo khoa học và gieo mầm suy nghĩ sai lệch về thực sự nghiên cứu khoa học là gì cho học sinh.